# Megaciella fragilis
Megaciella fragilis är en svampdjursart som först beskrevs av Koltun 1955.  Megaciella fragilis ingår i släktet Megaciella och familjen Acarnidae. Inga underarter finns listade i Catalogue of Life.